# Лежайск (гмина)
Лежайск (пол. Leżajsk) — сельская гмина (волость) в Польше, входит как административная единица в Лежайский повет, Подкарпатское воеводство. Население — 19 651 человек (на 2004 год).

## Демография
| Перепись                       | Всего   | Всего | Женщины | Женщины | Мужчины | Мужчины |
| ------------------------------ | ------- | ----- | ------- | ------- | ------- | ------- |
| Единицы                        | человек | %     | человек | %       | человек | %       |
| Население                      | 19 651  | 100   | 9883    | 50,3    | 9768    | 49,7    |
| Плотность населения (чел./км²) | 99      | 99    | 49,8    | 49,8    | 49,2    | 49,2    |

## Сельские округа
1. Бжуза-Крулевска
2. Халупки-Дембняньске
3. Дембно
4. Гедлярова
5. Гвиздув
6. Бедачув
7. Хуциско
8. Малениска
9. Пискоровице
10. Пшихоец
11. Жухув
12. Старе-Място
13. Вежавице

## Соседние гмины
1. Гмина Адамувка
2. Гмина Гродзиско-Дольне
3. Гмина Кшешув
4. Гмина Курылувка
5. Лежайск
6. Гмина Нова-Сажина
7. Гмина Ракшава
8. Гмина Сенява
9. Гмина Трыньча
10. Гмина Жолыня